# Gaspare Capparoni
Gaspare Capparoni (Roma, 20 giugno 1761 – Roma, 13 dicembre 1808) è stato uno scultore, incisore di gemme italiano.

## Biografia
Gaspare Capparoni, o Capparoni della Guardia, era figlio di Bernardino (da Amatrice), sensale, e di Flavia Agata Buttarelli (o Battarelli). La grafia del cognome è incerta, poiché si trova anche Caperoni, Capperoni, Capparone e Capparroni.

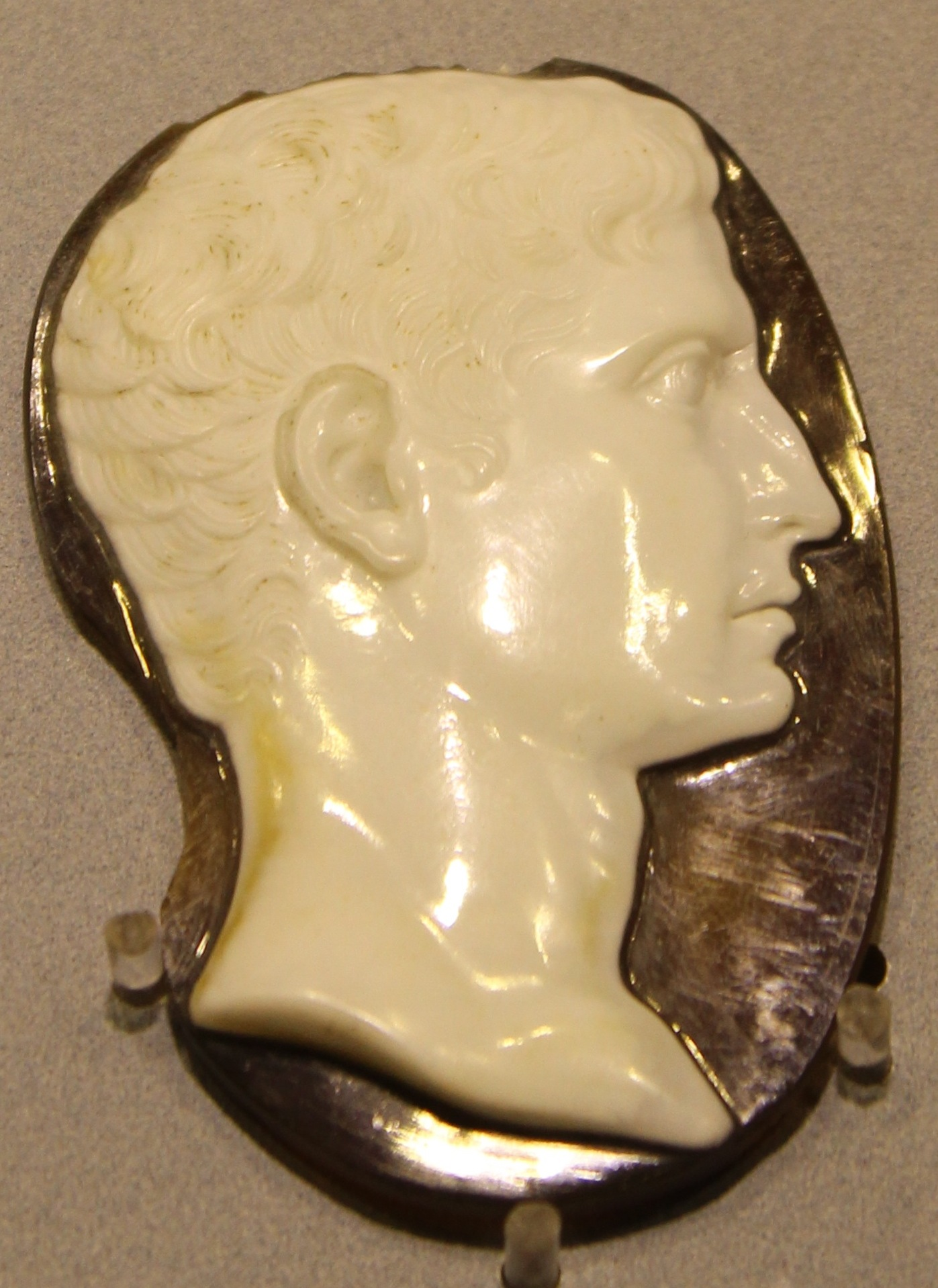
Cammeo di Augusto, rinvenuto a Ercolano

Allievo dello scultore Vincenzo Pacetti all'Accademia di San Luca, nel 1783 Gaspare Capparoni vinse un premio per la scultura Abramo in adorazione dei tre Angeli apparsi come viaggiatori. Nel 1786 risulta abitare, insieme al fratello Gaetano - poi divenuto maestro orefice e argentiere - alla madre e al padre a vicolo Leutari, in casa Rospigliosi. La sua bottega era in San Silvestro in Capite. Nel 1790 realizzò per casa Pallavicini un cammeo con la testa di Mecenate. Sposò nel 1786 Elisabetta Casciani, dalla quale ebbe molti figli. Tra il 1802 e il 1804 abitava in via Sant'Andrea delle Fratte, 12. Risulta attivo a Roma dal 1786 al 1808. Fu sepolto, come aveva chiesto nel testamento, nella chiesa di Sant'Andrea delle Fratte. Firmava le sue opere CAP, CAPPA o CAPPARONI, in lettere capitali latine; oppure ΚΑΠ, ΚΑΠΠΑ o ΚΑΠΠΑΡΟΝΙ in lettere greche.
Lasciò presto la scultura, per dedicarsi interamente alla glittica e incise cammei di raffinata fattura. Non è certo che sia diventato accademico di San Luca, ma sicuramente fu accolto nell'Accademia dei virtuosi al Pantheon. Amava la poesia e partecipava alle letture poetiche degli Arcadi, nel Bosco Parrasio, ai piedi del Gianicolo. Si impegnava anche nella compravendita di opere d'arte, in particolare dipinti antichi e marmi di epoca romana. Il Guattami, il primo a fornirci notizie biografiche, annota nelle sue Memorie che Gaspare Capparoni aveva rilevato una collezione di dipinti che Paolo I di Russia aveva donato all'architetto Vincenzo Brema. Comprendeva opere di Giulio Romano, di Rembrandt, di Tiziano, di Guido Reni. Il quadro di Tiziano, secondo Guattami, era difficilmente vendibile. Dopo la morte di Gaspare, i suoi eredi cedettero la collezione dei dipinti al duca Giovanni Raimondo Torlonia.
Espresse la sua passione per l'arte nel sostenere economicamente, insieme ad Antonio D'Este, il VII tomo del Museo Chiaramonti aggiunto al Pio-Clementino, con illustrazioni di F. A. Visconti e di G. A. Guattani, pubblicato a Roma nel 1808.
Un catalogo dettagliato di 49 sue gemme incise, corredato da note, da fotografie e da bibliografia, è stato pubblicato da Lucia Pirzio Biroli Stefanelli nel 2009. La studiosa si è valsa anche del testamento di Gaspare Capparoni e dell'inventario dei suoi beni, redatto dopo la sua morte. Opere di Capparoni sono presenti, oltre che nella collezione privata degli eredi Capparoni, a Vienna nel Kunsthistorisches Museum, all'Hermitage, al Museo di Roma a palazzo Braschi (raccolta "Paoletti"), nella collezione Rothschild.
Incise gemme con ritratti di personaggi del suo tempo o del passato. Per il Ritratto di Pio VII ebbe un vitalizio. Nel 1806 incise un Ritratto del maresciallo Berthier, destinato a ornare una tabacchiera da donare a Napoleone. La sua scultura Nascita di Telefo è murata nella "stanza di Paolina" della Galleria Borghese. Copiava antiche sculture, rielaborava motivi di scultori contemporanei, riproduceva gemme antiche, si ispirava ad Antonio Canova. Lavorava l'agata, l'onice, la sardonice; ma ci restano anche suoi calchi in gesso e matrici in vetro nero o trasparente o in pasta vitrea. Tra le opere a soggetto mitologico ci sono Ebe che abbevera l'aquila di Giove, in agata onice e Nascita di Telefo e Aretusa, i cui calchi sono nella raccolta "Alessandro Cades", conservata oggi all'Istituto archeologico germanico, a Roma.
L'attore Kaspar Capparoni è discendente in linea diretta di Gaspare Capparoni.